# Mémorial du Pentagone

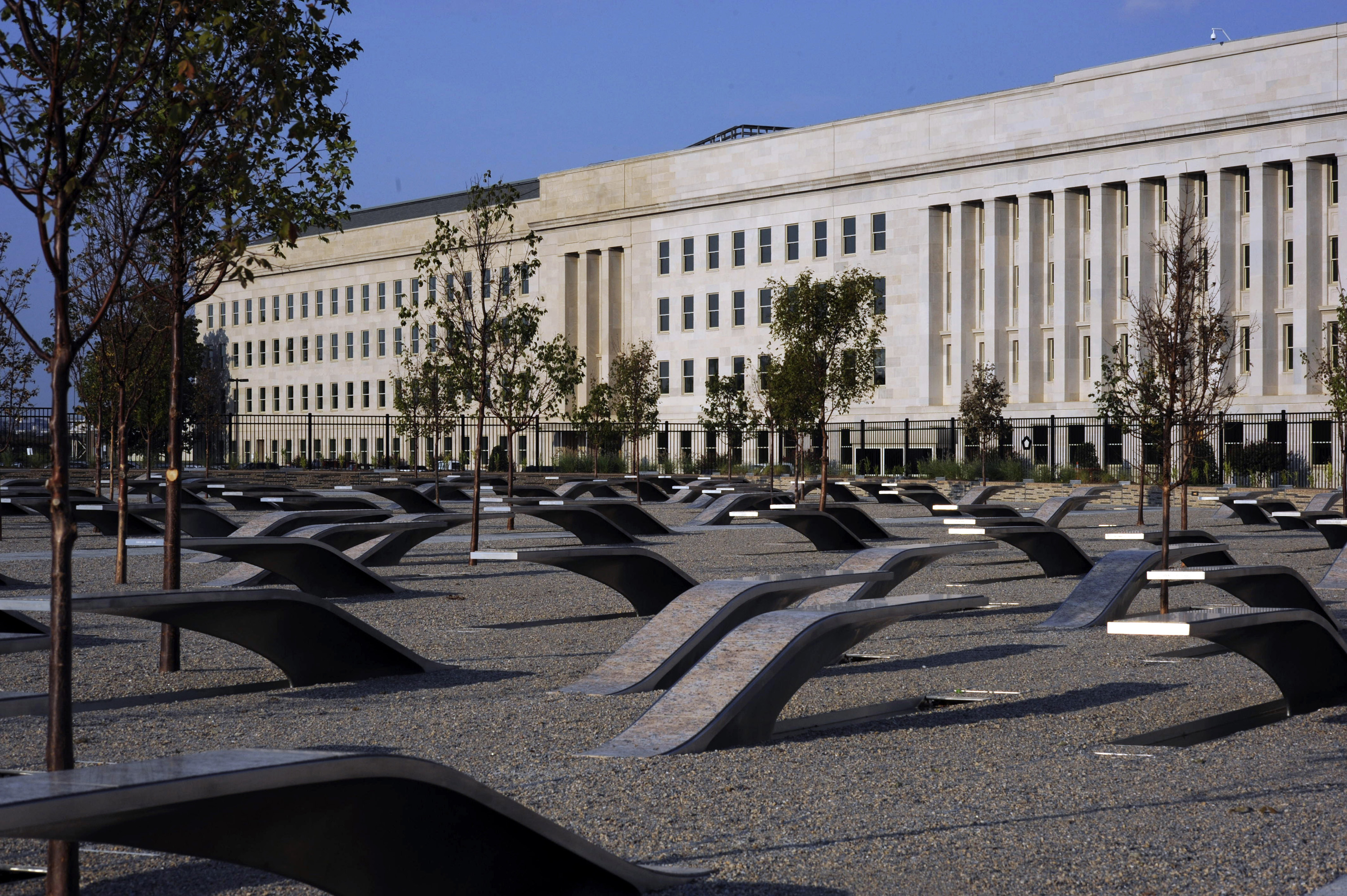
Photo du monument, peu de temps avant son ouverture

Le mémorial du Pentagone, situé au sud-ouest du Pentagone dans le comté d'Arlington, en Virginie, est un monument commémoratif extérieur édifié en souvenir des 184 personnes qui sont mortes en tant que victimes dans le bâtiment du Pentagone et celles faisant partie du vol 77 d'American Airlines lors des attentats du 11 septembre 2001.
La construction a débuté le 15 juin, 2006. Créé par Julie Beckman (en) et Keith Kaseman du cabinet d'architectes Kaseman Beckman Advanced Strategies (en) avec les ingénieurs du bureau d'études techniques britannique Buro Happold, le mémorial fut inauguré et ouvert au public le 11 septembre, 2008, sept ans après l'attaque.
Ouvert sept jours par semaine, toute l'année, le mémorial est le seul endroit sur le terrain du Pentagone où la photographie est autorisée. En août 2011, le mémorial avait reçu une moyenne annuelle de 225 000 à 250 000 visiteurs.

## Conception et construction

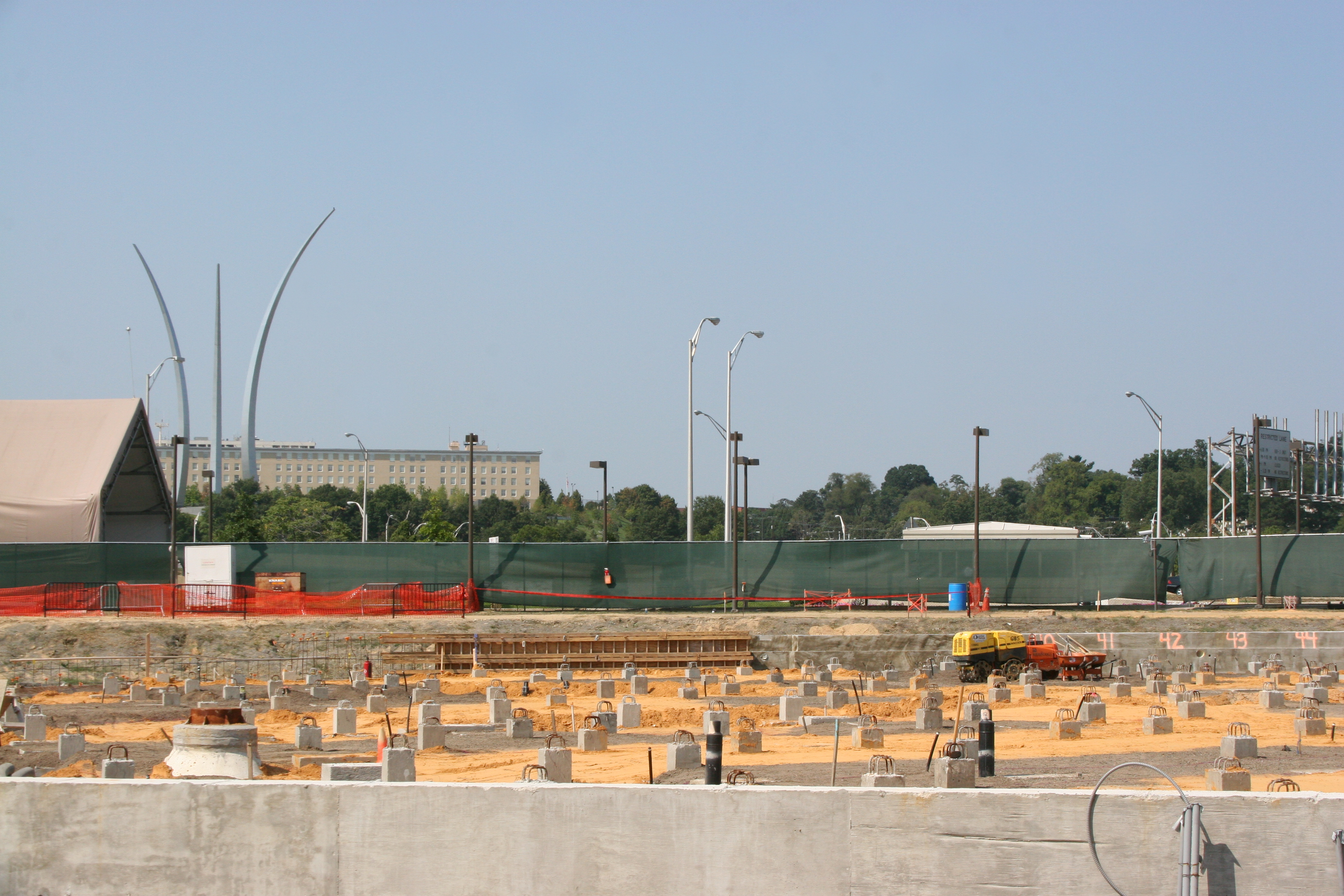
Construction du Mémorial du Pentagone à partir de septembre 2007

Pour honorer les 184 victimes, 184 bancs éclairés ont été organisées selon les âges des victimes, en commençant par Dana Falkenberg, 3 ans, à John Yamnicky Sr., 71 ans, sur un terrain paysagé de 1,93 acres (7 800 m2). Chaque banc est gravé avec le nom d'une victime. Les bancs représentant les victimes qui étaient à l'intérieur du Pentagone sont agencés de sorte que ceux qui lisent les noms doivent faire face à la façade sud du Pentagone que l'avion a percutée. Les bancs réservés aux victimes qui se trouvaient à bord de l'avion sont disposés de telle sorte que ceux qui lisent le nom gravé ont le regard tourné vers le ciel le long du chemin parcouru durant le vol. Un bassin peu profond éclairé dans lequel coule de l'eau est placé sous chaque banc. Si plus d'un membre d'une famille est mort lors de l'attaque, les noms de famille sont répertoriés dans le bassin réfléchissant sous le banc, en plus des bancs séparés qui ont été créés pour chaque individu. Un mur le long du bord du Mémorial commence à une hauteur de 3 pouces et culmine à une hauteur de 71 pouces, correspondant aux âges des victimes la plus jeune et la plus âgée de l'attaque. Environ 85 érables ont été plantés sur les terrains adjacents.

## Événements commémoratifs

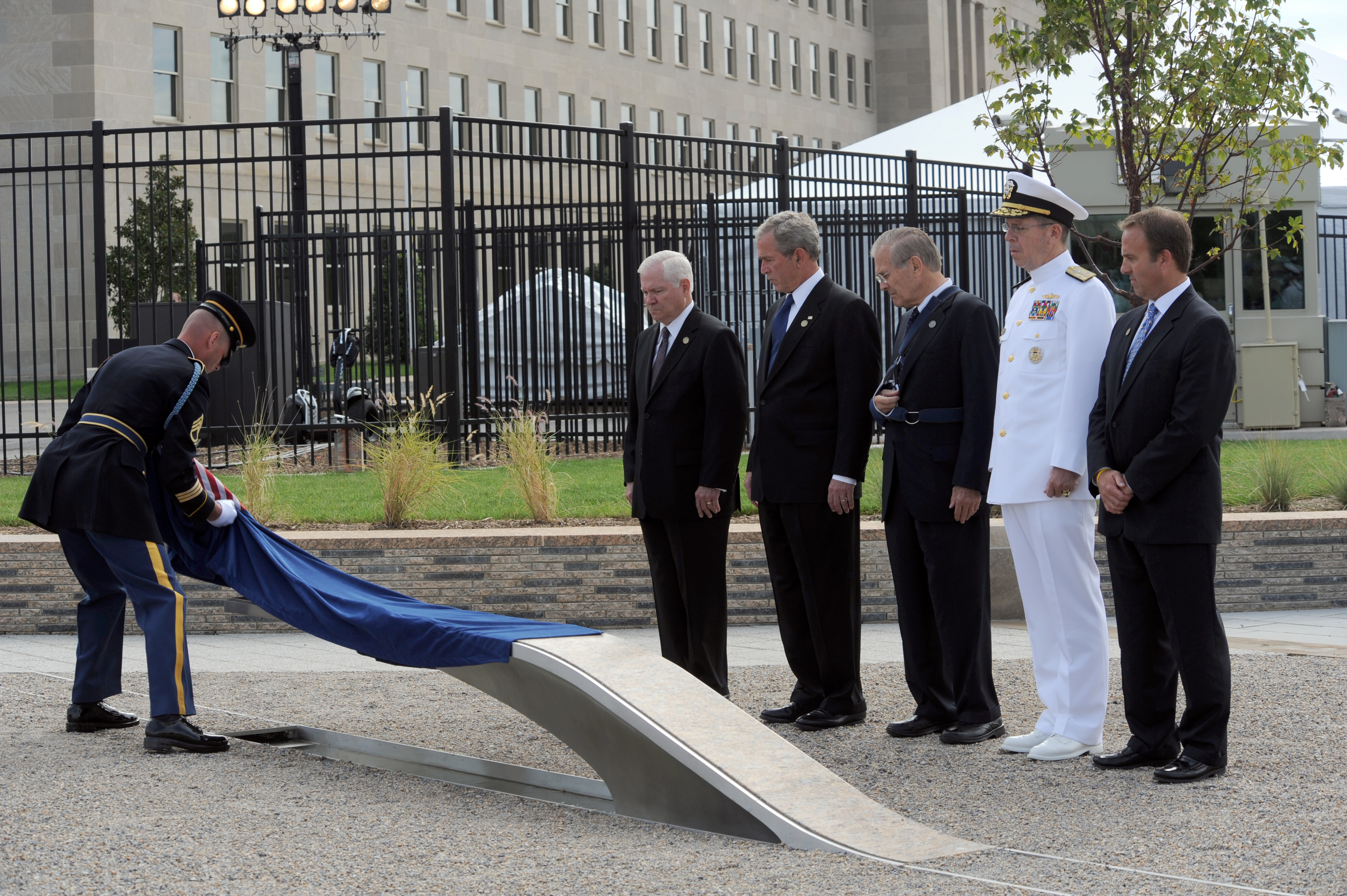
Cérémonie d'inauguration le 11 septembre 2008

Pour commémorer le tragique évènement, un drapeau américain est accroché sur la section du Pentagone frappé par l'avion du vol 77. La nuit, cette section du bâtiment est éclairée.
Des services commémoratifs ont lieu le 11 septembre de chaque année avec un service dans un auditorium du Pentagone pour les employés. Un service plus intime est tenu au mémorial pour les familles et les amis des victimes tuées au Pentagone ce jour-là.